# فوبوس-2
فوبوس 2 (بالروسية: Фобос-2) كان آخر مسبار يرسله الاتحاد السوفيتي إلى الفضاء. صُمم لاستكشاف قمري المريخ، فوبوس وديموس. أُطلق على متن صاروخ بروتون-كيه في 12 يوليو 1988، ودخل المدار في 29 يناير 1989.
عمل فوبوس 2 بصفة طبيعية أثناء رحلته إلى المريخ وخلال مرحلة الدخول إلى مدار الكوكب الأحمر في 29 يناير 1989، فجمع بيانات عن الشمس والوسط ما بين الكواكب، والمريخ وفوبوس. جمع فوبوس 2 بيانات عن سطح المريخ وغلافه الجوي وأرسل إلى الأرض 37 صورة للقمر فوبوس بدقة تصل إلى 40 مترًا.
انقطع الاتصال بفوبوس 2 قبل وقت قصير من المرحلة النهائية من المهمة، والتي كان من المفترض أن يقترب المسبار فيها إلى مسافة 50 مترًا من سطح فوبوس لإطلاق مركبتي هبوط (واحدة قافزة، والثانية منصة ثابتة). انتهت المهمة بعد تعذر التقاط إشارة المسبار في 27 مارس 1989. حُدد سبب الإخفاق في تعطل حاسوب المسبار.

## النتائج
التقط المسبار 37 صورة لفوبوس تعرض 80% من سطحه. لم يعثر المسبار على المياه على سطح فوبوس باستخدام مطياف الأشعة تحت الحمراء.